# Elly Hees
Elly Hees (1953) is een Nederlands illustrator en grafisch ontwerper. Hees illustreerde de serie Dummie de Mummie en andere boeken van Tosca Menten. Zij illustreerde meer dan 50 kinderboeken, ook die van andere schrijvers zoals Francine Oomen, Manon Spierenburg Jozua Douglas en Thijs Goverde. In 2004 illustreerde ze het boek Kosmos van Margriet van der Heijden en in 2008 de Nederlandse vertaling van het jeugdboek over het heelal van Stephen Hawking. Ook werkte zij als illustrator bij Opzij.
Daarnaast maakt zij vrij werk, waaronder aquarellen, landschappen in gouache en werk in pigmentinkt.
Hees volgde een opleiding aan de Hogeschool voor de Kunsten Utrecht (HKU).
Zij heeft ook de illustraties gemaakt voor de kinderboekenreeks Costa Banana.
De boeken van Hees worden uitgegeven door uitgever van Goor uit Gouda.